# Flughafen Deauville

i7
i11
i13
Der Flughafen Deauville (französisch Aéroport de Deauville - Normandie, IATA-Code: DOL, ICAO-Code: LFRG) ist ein französischer Flughafen in der Normandie, rund sieben Kilometer östlich von Deauville.
Der Flughafen wurde 1931 unter dem Namen Deauville – Saint-Gatien eröffnet. Er befindet sich auf dem Gebiet der Gemeinde Saint-Gatien-des-Bois.
In den 1960er- und 1970er-Jahren bestand ein reger Fährflugbetrieb zum Transport von Personenkraftwagen über den Ärmelkanal, zum Beispiel zum Flughafen Lydd. Er wurde unter anderem von der französischen Compagnie Air Transport mit Bristol 170 betrieben, einem zweimotorigen propellergetriebenen Fracht- und Passagierflugzeug. Damit konnten jeweils maximal drei Autos und zwölf Passagiere transportiert werden. Die Flugdauer von Lydd zum Flughafen Deauville betrug 45 Minuten.